# Hluboká nad Vltavou
Hluboká nad Vltavou (dříve Fronburg, německy Frauenberg) je město ležící v okrese České Budějovice v Jihočeském kraji, po obou březích řeky Vltavy zhruba 9 km severně od Českých Budějovic. Žije zde přibližně 5 600 obyvatel. Hluboká nad Vltavou je pro výkon státní správy pověřenou obcí též pro obce Dříteň, Nákří a Olešník ve svém severozápadním sousedství.

## Historie
Sídlo v podhradí někdejšího královského hradu Froburg (původně Wroburch), zbudovaného ve 13. století, se poprvé připomíná roku 1378 (Markt Podhrad). Německý název hradu pochází od středohornoněmeckého slova vrô, tj. „pán“ (blízce příbuzné je moderní slovo Frau) a znamenal tedy „Pánův hrad“ či „Hrad Páně“). Od počátků byl hrad zván též česky Hluboká, snad pro někdejší hluboký les či vyvýšenou polohu.
Hrad Froburg vlastnil v druhé půli 13. století Čéč z Budivojovic, kterému dal král Václav I. hrad do zástavy. Král Přemysl Otakar II. hrad Čéčovi odebral a začlenil jej opět mezi královské hrady. Jak uvádí prof. Josef Žemlička ve své práci Přemysl Otakar II. Král na rozhraní věků (str. 215), byl pás přemyslovských fundací impozantní. Hluboká tak byla začleněna do králových hradních opor jako byl Písek, Bechyně, Vimperk, Myšenec, Protivín a Újezdec u Týna. Po smrti krále na Moravském poli drželi krátce Hlubokou Vítkovci – Záviš z Falkenštejna se svým bratrem Vítkem. Po popravě Záviše z Falkenštejna na louce pod hlubockým hradem dne 24. srpna 1290 se hrad opět dostal do držení královské komory.
Dne 16. listopadu 1351 zde (na pravém břehu Vltavy) došlo ke střetu ozbrojenců Jindřicha II. z Hradce a Petra ze Šternberka s oddíly Viléma z Landštejna a rakouského šlechtice Eberharda VIII. z Valsy (von Wallsee), která skončila porážkou Jindřicha z Hradce. Toto vojenské střetnutí je známo jako bitva u Zámostí.  
Císař Zikmund hrad se vsí zastavil Mikuláši z Lobkovic a od něj jej vykoupil v roce 1454 Jiří z Poděbrad a dal jej zapsat jako věno své druhé ženě Johance z Rožmitálu. Po smrti krále Jiřího se hradu zmocnil Jindřich Roubík z Hlavatec a královně Johance ho vrátil až poté, co mu byly zaplaceny válečné škody. Až na tuto epizodu byla tedy Hluboká v držení Johanky 21 let, z toho 17 let ji držela jako česká královna. Po smrti královny 12. listopadu 1475 přešla Hluboká do držení jejího bratra Jaroslava Lva z Rožmitálu a na Blatné. V roce 1490 bylo království panství Hluboká zastaveno Vladislavem II. Vilémovi z Perštejna. Po smrti Viléma z Perštejna patřila Hluboká na krátký čas jeho bratru Janovi, který v roce 1534 Hlubokou postoupil svému švagrovi Ondřeji Ungnadovi ze Suneku. V roce 1561 vykoupila hlubocké panství od Suneků královská komora, od které panství v roce 1562 koupil Jáchym z Hradce. Jeho vnuk Jáchym Ondřej z Hradce v prosinci 1598 prodal Hlubokou Bohuslavovi Malovcovi z Malovic. V roce 1622 byl Malovcům za jejich účast na stavovském povstání majetek zkonfiskován. Ferdinand II. pak hlubocké panství přenechal svému generálu Donu Baltasarovi de Maradas. Rodina Marradasů dne 1. října 1661 prodala hlubocké panství Janu Adolfu I. hraběti Schwarzenbergovi.
V letech 1741 až 1742  (za válek o rakouské dědictví) byl hrad Hluboká obsazen francouzským vojskem a opakovaně byl obléhán rakouským vojskem. Dne 25. května 1742 došlo nedaleko Hluboké k bitvě u Zahájí.
V letech 1799–1800 za napoleonských válek bylo na Hluboké zimoviště ruského pluku.
Za 1. světové války padlo nebo na následky zranění zemřelo 70 místních občanů, 14 občanů zůstalo nezvěstných.
Dne 25. ledna 1945 projížděl železniční stanicí Hluboká nad Vltavou-Zámostí transport smrti s polonahými vězni na otevřených vagonech. Po průjezdu vlaku zůstali na kolejích ležet čtyři mrtví vězni. Po skončení 2. světové války přes Hlubokou prchali němečtí vojáci, kteří se chtěli dostat do amerického zajetí a kteří odhazovali překážející zbraně. 10. května 1945 bylo na silnici u židovského hřbitova zastaveno nákladní vozidlo s 35 příslušníky Wehrmachtu, které sovětští vojáci zastřelili (v roce 1994 proběhla exhumace).
Ve 2. polovině 20. století došlo k velkým stavebním zásahům do podoby města a jeho extravilánu. Kvůli stavbě vodní nádrže Hněvkovice, která byla primárně vybudována jako zdroj technologické vody pro Jadernou elektrárnu Temelín, byla vysídlena a zbourána část Purkarce.

### Vývoj názvu a statutu města
Městečko pod hradem neslo po staletí prostý název Podhradí či Podhrad. V roce 1490, kdy purkareckého rychtáře dělal hajný Jan z Munic, patřilo městečko Podhradí pod purkarecké rychtářství. Dále se Podhradí označuje jako městečko za Viléma z Perštejna roku 1496. Název městečka byl teprve v roce 1885 úředně změněn na Hluboká a od roku 1924 rozšířen přívlastkem do nynější podoby. Městem se Hluboká nad Vltavou stala spojením osad Podhrad, Hamr, Podskalí a Zámostí 4. října 1907, kdy byla z městyse povýšena dekretem císaře Františka Josefa I. Za propůjčení městského znaku tehdy radní zaplatili 210 korun, vyhotovení diplomu je přišlo na 350 korun.

### Zaniklé osady
- Korutany – ves v okolí Kostelce připomínaná jen v roce 1398.[6]
- Křesín – okolo dvora Křesín byla v 15. století malá vesnička.[6]
- Všechlapy – ves, která byla vlevo od silnice mezi Hlubokou nad Vltavou a Starou Oborou, dnes je tam rybník Návesný (severně od Blanského rybníka), ves zanikla koncem středověku následkem pobytu uherského vojska na Hlubocku.[6]
- Zlatěšovice
- Buzkov – osada zanikla v roce 1990 v důsledku výstavby vodního díla Hněvkovice.
- Břehy nebo též Pardovice[8] – osada zanikla v důsledku výstavby vodního díla Hněvkovice.
- Jaroslavice – ves zanikla v roce 1990 v důsledku výstavby vodního díla Hněvkovice.

## Přírodní poměry
Vlastní místní část Hluboká nad Vltavou se rozkládá pod zámeckým vrchem v místech, kde řeka Vltava opouští rovinatou Českobudějovickou pánev a začíná si razit cestu Táborskou pahorkatinou. Jádro města (někdejší podhradí) je situováno na levém vltavském břehu. Do nynější podoby se tento sídelní útvar rozrostl spojením Hluboké, Podskalí, Hamrů a pravobřežního Zámostí.
Na území obce jsou chráněná území:
- Baba (přírodní památka)
- Hlubocké hráze (přírodní památka)
- Libochovka (přírodní rezervace)
- Kameník (přírodní památka)
- Karvanice (přírodní rezervace)
- Ptačí oblast Českobudějovické rybníky
- Evropsky významná lokalita a ptačí oblast Hlubocké obory

## Obecní správa a politika

### Místní části
(údaje ze sčítání lidu; celkem 1263 domů a 4538 obyvatel k 1. březnu 2001)
- Bavorovice; katastrální území Bavorovice, 5,25 km², 96 domů, 310 obyvatel; od 14. června 1964, předtím samostatná obec
- Buzkov; k. ú. Jeznice, 0 domů. 0 obyvatel; od 1. července 1985, předtím část obce Purkarec; úplně zatopen Hněvkovickou přehradou
- Hluboká nad Vltavou; k. ú. Hluboká nad Vltavou, 34,10 km², 867 domů, 3591 obyvatel
- Hroznějovice; k. ú. Hroznějovice, 5,52 km², 36 domů, 54 obyvatel; od 1. ledna 1988, předtím část obce Kostelec
- Jaroslavice; k. ú. Jaroslavice u Kostelce, 3,71 km², 0 domů, 0 obyvatel; od 1. ledna 1988, předtím část obce Kostelec; úplně zatopeny Hněvkovickou přehradou
- Jeznice; k. ú. Jeznice, 6,07 km², 26 domů, 35 obyvatel; od 1. července 1985, předtím část obce Purkarec
- Kostelec; k. ú. Kostelec, 4,51 km², 55 domů, 134 obyvatel; od 1. ledna 1988, předtím samostatná obec
- Líšnice; k. ú. Líšnice u Kostelce, 12,57 km², 26 domů, 31 obyvatel; od 1. července 1988, předtím část obce Kostelec
- Munice; k. ú. Munice, 5,70 km², 69 domů, 200 obyvatel; od 14. června 1964, předtím samostatná obec
- Poněšice; k. ú. Poněšice, 6,31 km², 29 číslovaných domů a několik budov výukového centra Akademie múzických umění v Praze, 33 obyvatel; od 1. ledna 1988, předtím část obce Kostelec
- Purkarec; k. ú. Purkarec, 7,39 km², 59 domů, 150 obyvatel; od 1. července 1985, předtím samostatná obec; z velké části zatopen Hněvkovickou přehradou

Dále k městu patří dvůr Vondrov (od roku 1964).

## Doprava
Město stojí na křižovatce silnic II/105 a II/146. Jeho jihovýchodním okrajem vede železniční trať Praha – České Budějovice, na které se nachází stanice Hluboká nad Vltavou-Zámostí. Jihozápadně od města vede železniční trať Plzeň – České Budějovice se stanicí Hluboká nad Vltavou, která stojí v katastrálním území Bavorovice.

## Turistický ruch
Z turistického hlediska je Hluboká nad Vltavou velice atraktivní, největším lákadlem pro návštěvníky je novogotický Zámek Hluboká. Krom toho se zde nacházejí další atraktivní cíle: Ohrada (lovecký zámek), Zoo Hluboká,  golfové hřiště, Knížecí dvůr, Alšova jihočeská galerie. Ve městě je minipivovar. V Bavorovicích a v Municích jsou vesnické památkové zóny. Přibližně dva kilometry jihozápadně od města se nachází druhý největší rybník Česka Bezdrev. Město spadá do turistické oblasti Českobudějovicko-Hlubocko.

### Cyklostezky
Územím obce prochází několik cyklostezek, např. naučná cyklistická stezka s 12 informačními panely (součást cyklotrasy 1059), která vede po levém břehu Vltavy kolem přírodní rezervace Karvanice, poblíž této cyklostezky je zřícenina Hrádek u Purkarce.
Po pravém břehu Vltavy vede cyklistická trasa 12.

### Zajištěné cesty
Na levém břehu Vltavy (mezi Hlubokou nad Vltavou a Purkarcem) jsou dvě zajištěné cesty (via ferrata). Další zajištěná cesta (via ferrata) je na pravém břehu Vltavy mezi Hlubokou nad Vltavou a Poněšicemi.

## Sport
V Hluboké nad Vltavou je jeden z nejkomplexnějších sportovně relaxačních areálů v České republice. Na Podskalské louce byly v letech 1972–1999 každoročně pořádány dostihy; na přelomu let 1999/2000 bylo závodiště upraveno na golfové hřiště. Na rybníku Bezdrev se  provozují vodní sporty, například jachting. 
Ve městě je hokejový klub HC Hluboká Knights. 

## Pamětihodnosti (výběr)
- Baba (hradiště)
- Ohrada (lovecký zámek)
- Zámek Hluboká nad Vltavou
- Zámecká jízdárna v Hluboké nad Vltavou
- Zemědělský dvůr Vondrov
- Židovský hřbitov v Hluboké nad Vltavou

Adolf Josef Schwarzenberg nechal v roce 1895 na pravém břehu Vltavy postavit pomník, a to na předpokládaném místě popravy Záviše z Falkenštejna.

## Osobnosti
- Jiří Andreska (1931–1999), myslivecký historik, muzejník, etnograf, publicista
- Karel Bidlo (1904–1992), fagotista a hudební pedagog
- Eduard Bloch (1872–1945), lékař
- Jan Bor (1886–1943), divadelní režisér
- Václav Dragoun (1865–1950), první ředitel Poštovního muzea
- Václav Lacina (1906–1993), prozaik, básník a humorista
- Jaroslav Michal (1911–1988), římskokatolický teolog, duchovní, právník
- Jan Oswald (1890–1970), geolog, mineralog, spisovatel a středoškolský pedagog
- Adolf ze Schwarzenbergu (1890–1950), hlava Schwarzenberské primogenitury
- Karel Skalický (*1934), římskokatolický teolog, duchovní, vysokoškolský pedagog
- Rudolf Vácha (malíř) (1860–1939), akademický malíř
- Rudolf Vácha (zahradník) (1825–1899), zahradní architekt, zakladatel krajinářských parků a starosta Hluboké
- Jan Pavel Veselý (1762–1810), houslista a hudební skladatel
- Josef Vlasák (* 1948), molekulární biolog, mykolog, vysokoškolský pedagog
- Růžena Wisteinová (1867–1937), česko-americká lékařka, aktivistka, sufražetka a feministka

## Partnerská města
- Bollingen, Švýcarsko
- Grein, Rakousko
- Neustadt an der Aisch, Německo

## Galerie

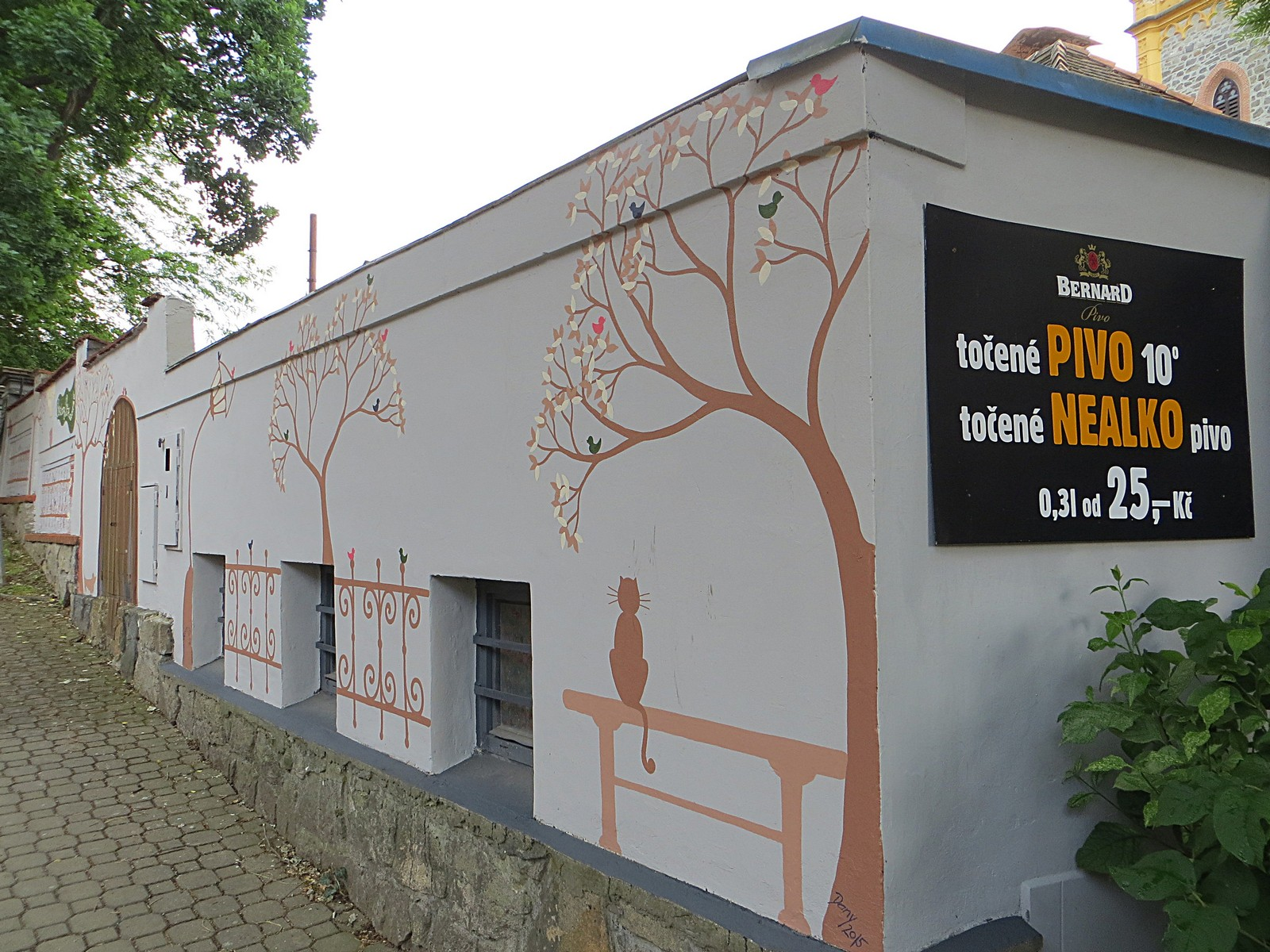
Restaurace
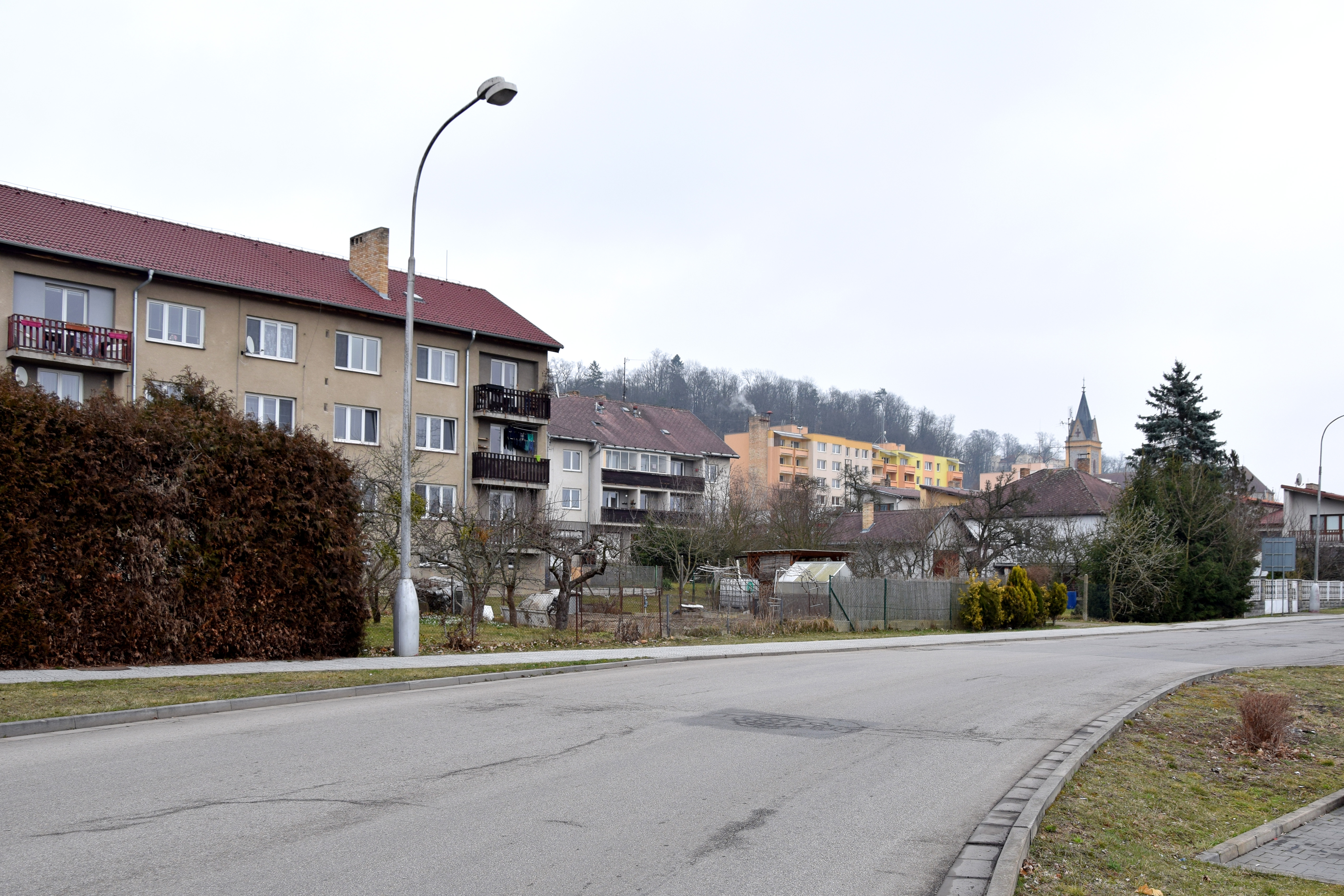
Silnice k parkovišti
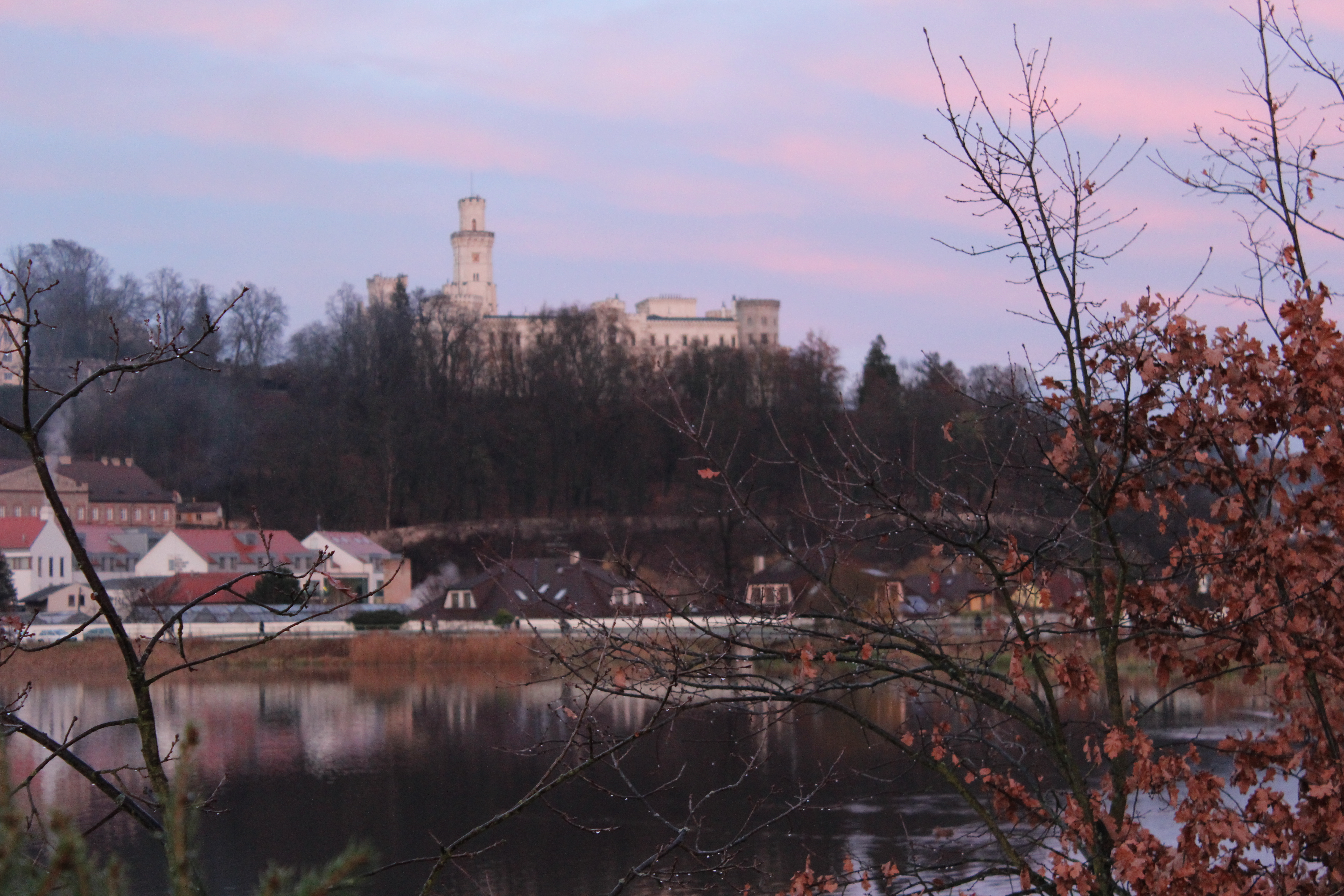
Hluboká z dálky
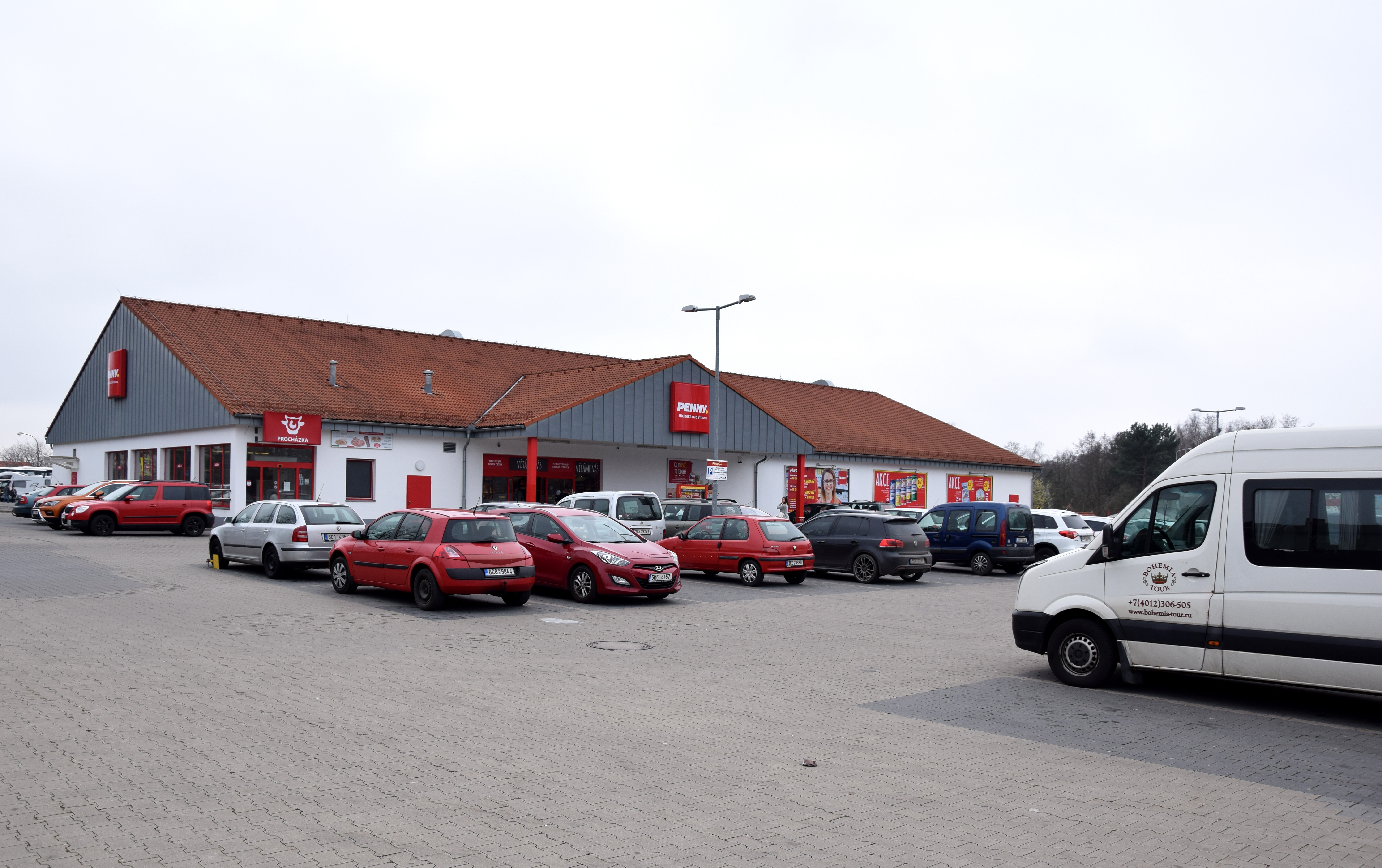
Obchod
Židovský hřbitov
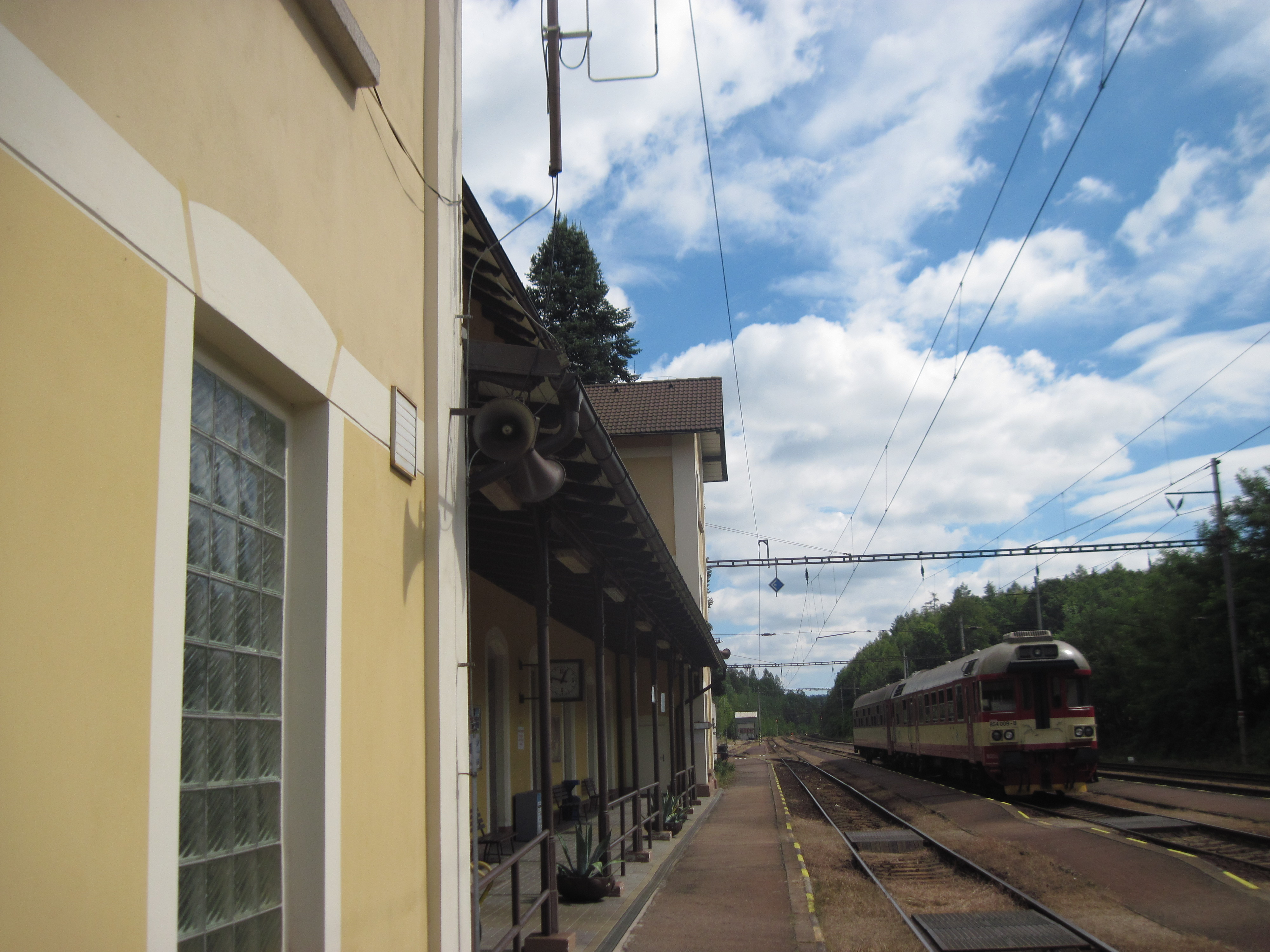
Železniční stanice
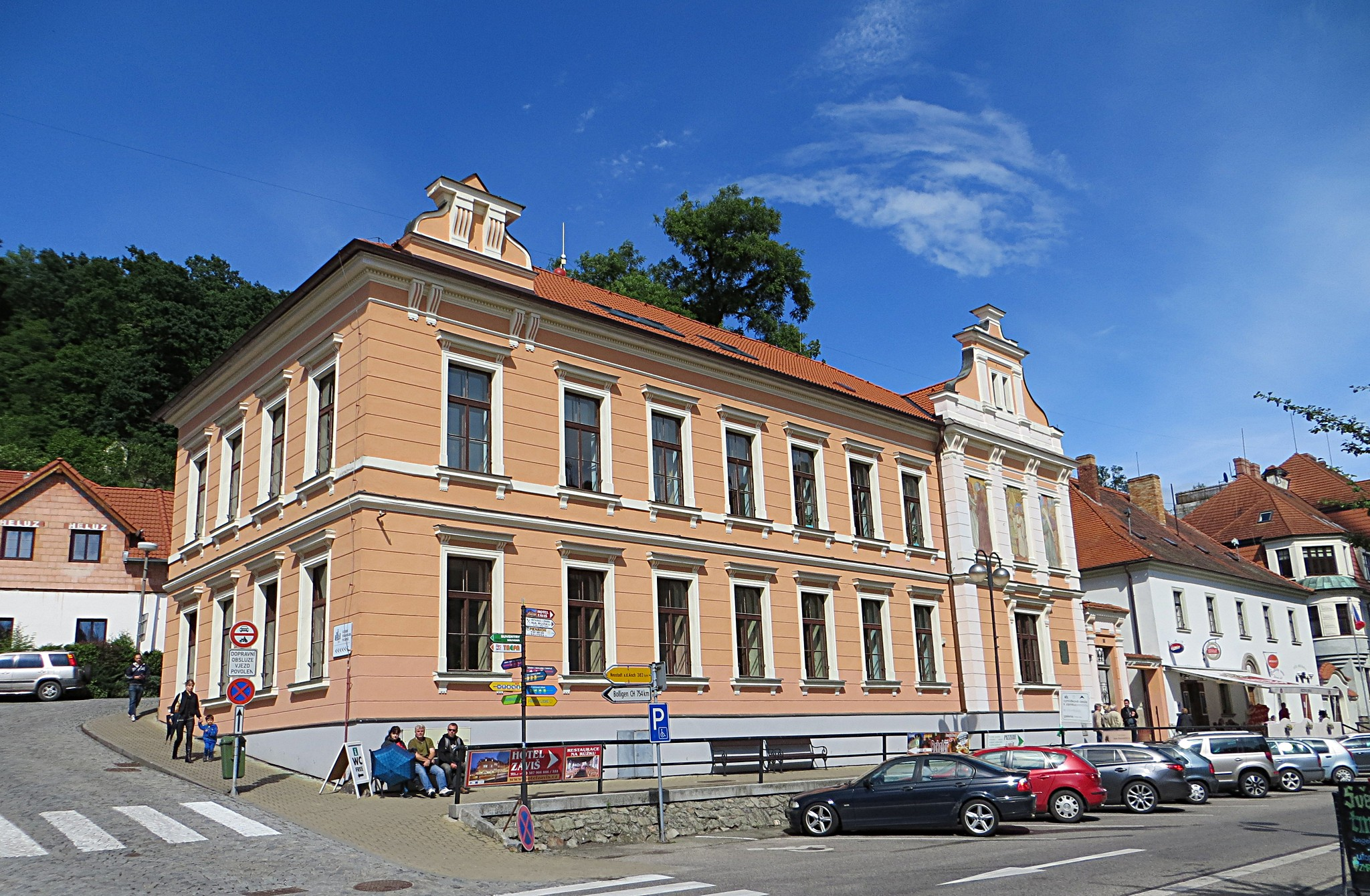
Městský úřad
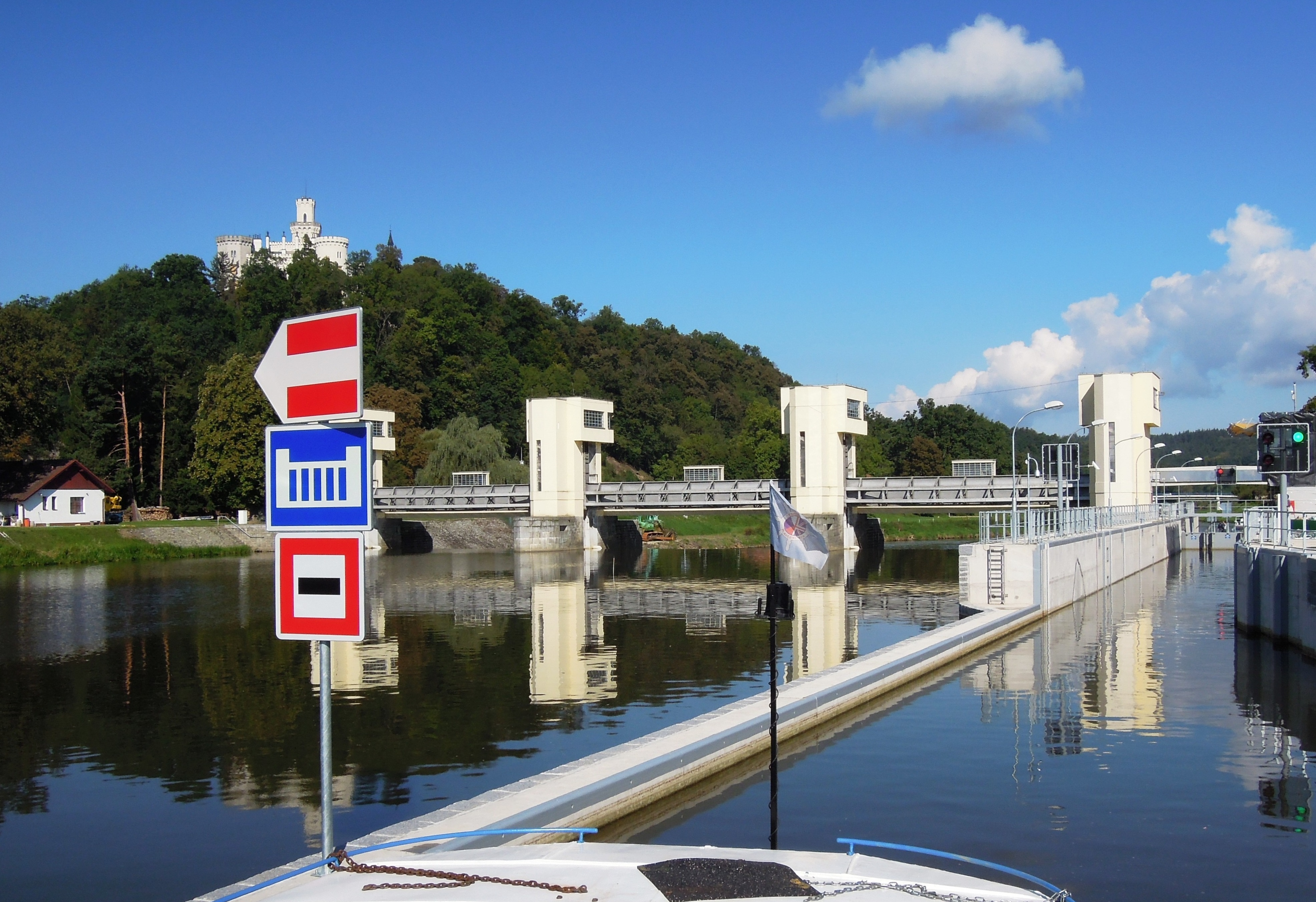
Plavební komora
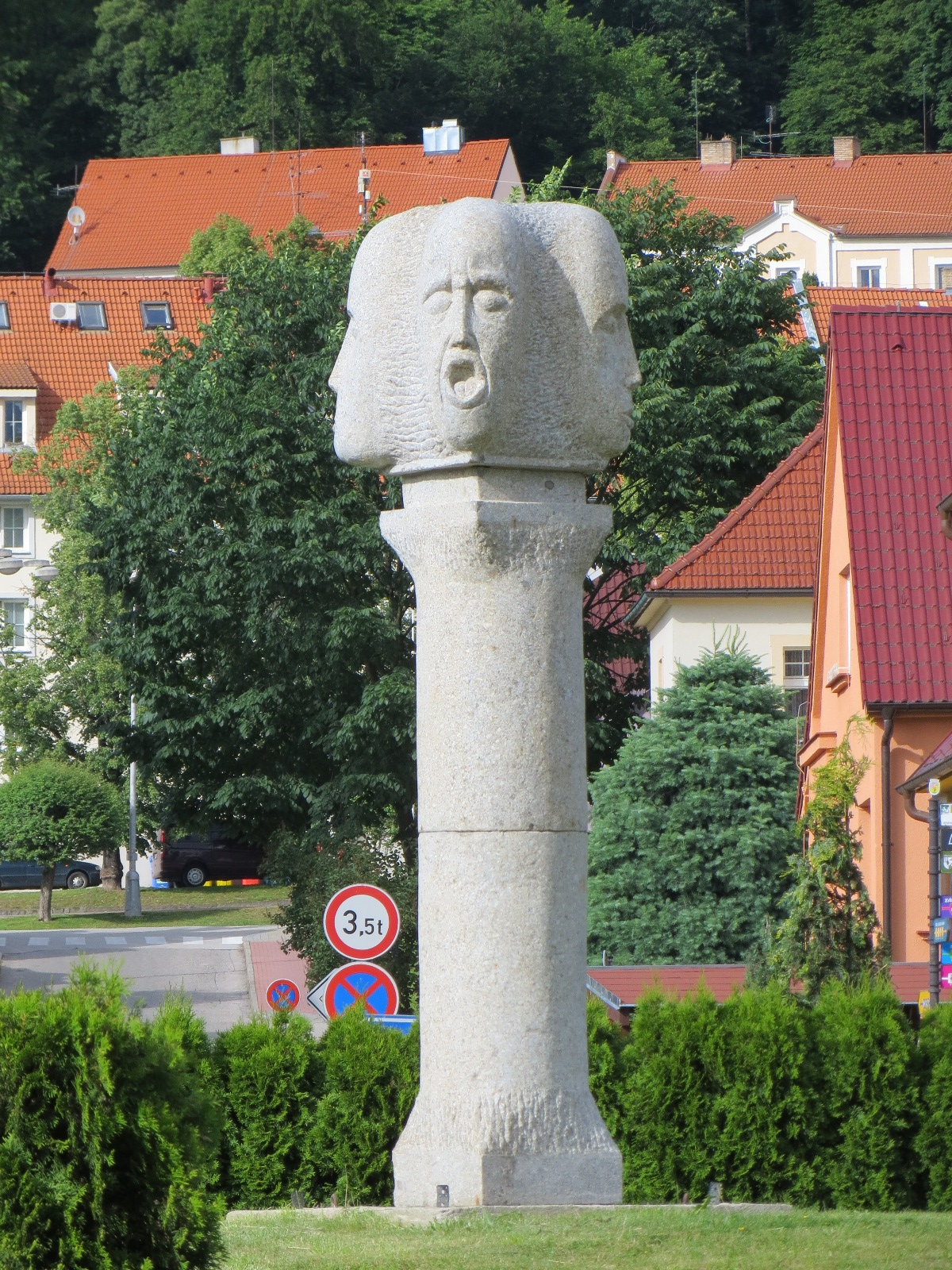
Sochy
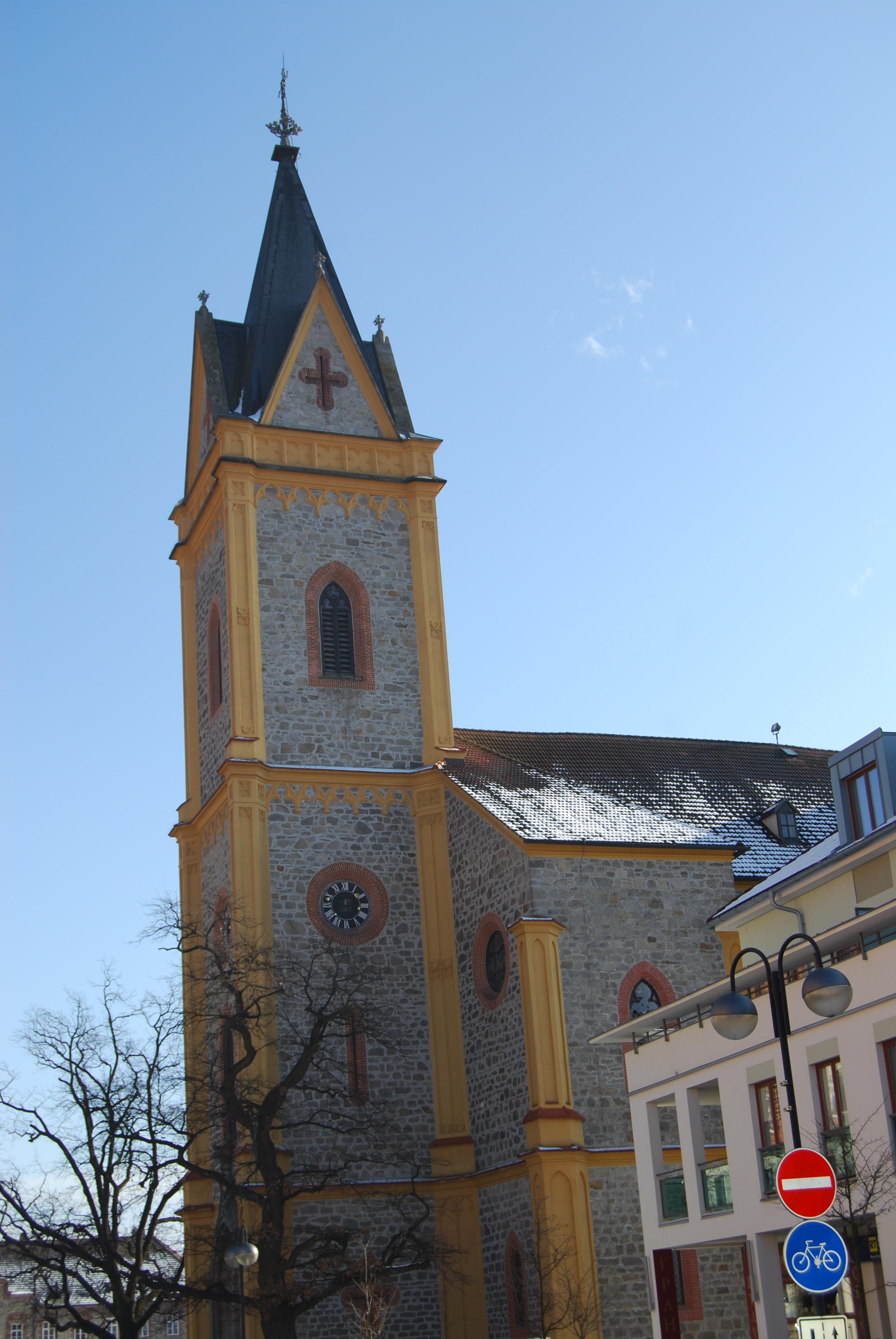
Kostel
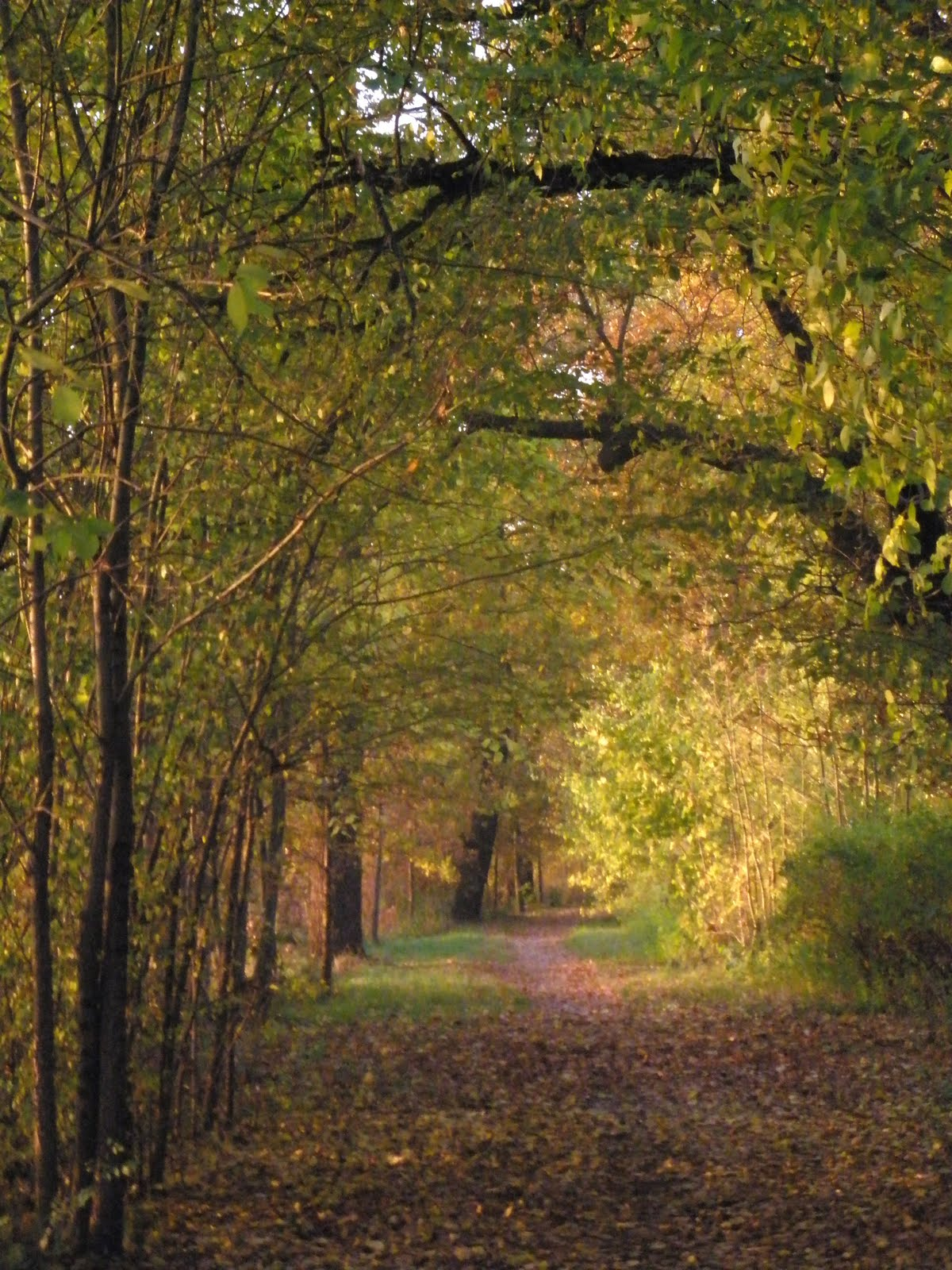
Hlubocká alej
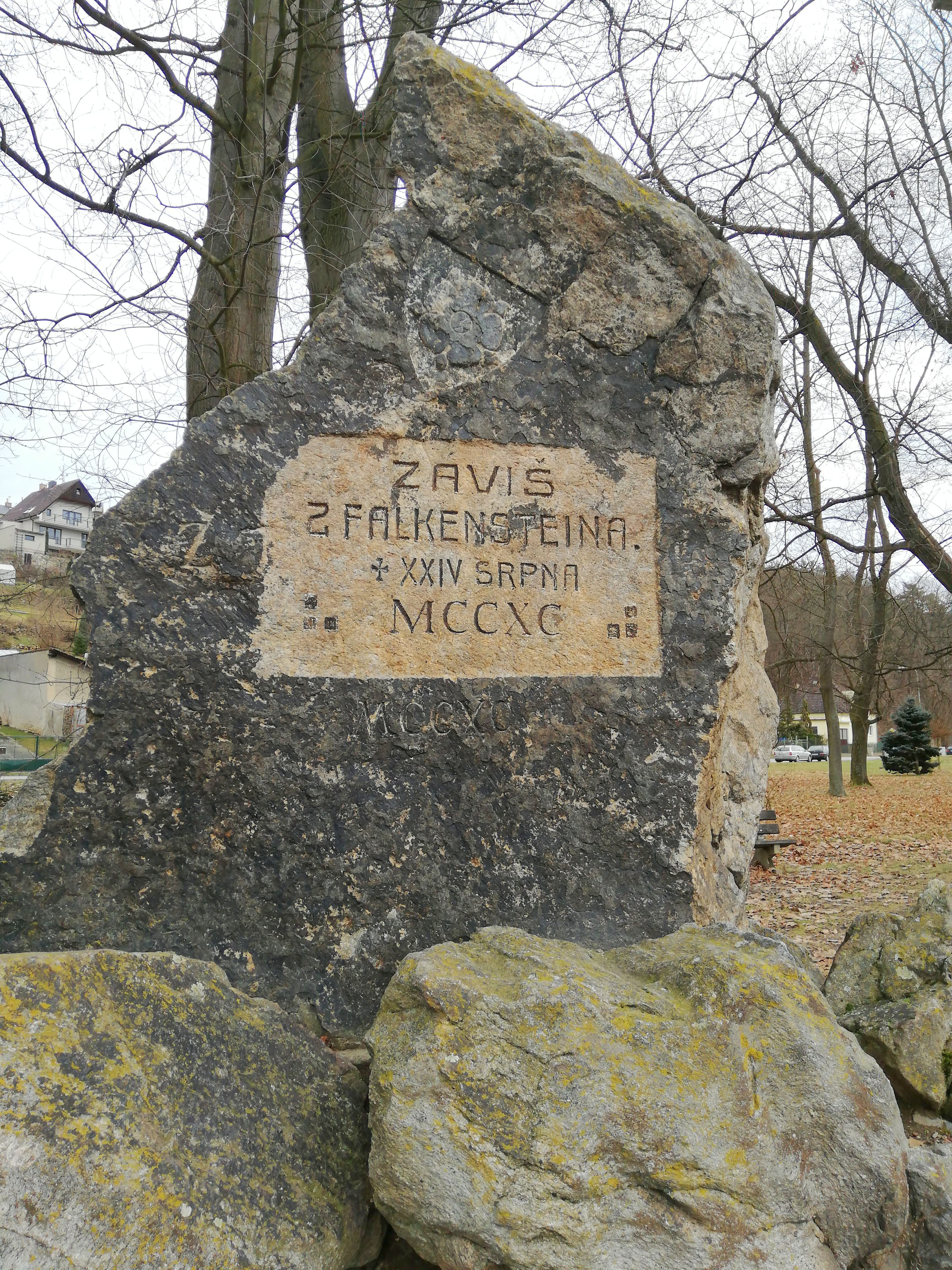
Závišův pomník